# Matchroom Sport
Matchroom Sport ist ein Unternehmen für Sportpromotion, das vom englischen Unternehmer Barry Hearn gegründet wurde. Zunächst konzentrierte sich das Unternehmen auf Snooker und Boxen, unterstützt inzwischen aber auch Poolbillard, Bowling, Golf, Angeln, Darts, Bowls und Poker.
Das Unternehmen ist Sponsor des Stadions des englischen Fußball-Zweitligisten Leyton Orient, das von Brisbane Road in Matchroom Stadium umbenannt wurde. Hearn war lange Zeit Präsident des Vereins.
Stand 2013 beschäftigt das Unternehmen etwa 200 Mitarbeiter.

## Veranstaltungen

### Billard
Große Bedeutung hat Matchroom Sports im Billardbereich. Nachdem man schon länger die Premier League Snooker veranstaltet hatte, organisierte man 1999 eine alternative Weltmeisterschaft im 9-Ball-Poolbillard. Seit 2000 arbeitet die WPA (World Pool-Billiard Association) mit Matchroom Sport zusammen, sodass man gemeinsam die offizielle 9-Ball Weltmeisterschaft organisiert. Auch die seit 2004 existierende 8-Ball Weltmeisterschaft wird von Matchroom Sport und der WPA gemeinsam veranstaltet. Beide sind jedoch seit 2007 bzw. 2008 ausgesetzt, stattdessen gibt es jetzt mit der 10-Ball WM eine jährliche Weltmeisterschaft, die nicht von Matchroom Sport ausgetragen wird.
Ein weiteres, von Matchroom organisiertes Event, ist der Mosconi Cup, der seit 1994 jährlich zwischen den USA und Europa ausgetragen wird und seit 2003 von Matchroom Sport organisiert wird. Darüber hinaus ist Matchroom Sport für die Promotion der Turniere World Pool Masters, World Cup of Pool, World Pool Trickshot Masters und der ehemaligen World Pool League verantwortlich.

### Darts
Im Bereich des Darts organisiert Matchroom Sports viele große Turniere. So werden World Championship, World Matchplay, World Grand Prix, Las Vegas Desert Classic, UK Open, Premier League Darts, Grand Slam of Darts und noch einige weitere Veranstaltungen von Matchroom Sport organisiert.

### Bowling
Im Bowling ist Matchroom Sports für die Popularisierung von sportlichen Wettbewerben mitverantwortlich. So werden das World Tenpin Masters, der Weber Cup und der AMF World Cup promotet.